# 木村岳
木村 岳（きむら がく）は、兵庫県生まれの作曲家・音楽プロデューサーである。
大阪音楽大学出身。

## 活動履歴

### ラジオドラマサウンドトラック作曲作品
- FM COCOLO ラジオドラマ「WAKASA 6 STORIES」
  - 第3話『姉鐘恋慕』 2006年12月 毎週土曜19:00-19:30
  - 第4話『恋の松原』 2007年1月 毎週土曜19:00-19:30
  - 第5話『ラストボール』 2007年2月 毎週土曜19:00-19:30
- FM PORT クリスマス特別ラジオドラマ
  - 『雪を知らないクリスマス』 2006年12月24日
- 北九州・近畿・中部地方のFM局共同特別ドラマシリーズ
  - 『現代 義経北行伝説〜The Legend of Yoshitsune《全6話》 2007年3月各局において特別番組として一週間同時オンエア

### その他作曲作品
- ミュージック・ジャパンTV（スカパー!269ch）主催イベント舞台『なんちゃってホストクラブ』テーマソング作曲
- NPO『大阪維新会』テーマソング『信じるチカラ』作曲
- 秘境探索のテーマ　東北編